# Торфяне (Гатчинський район)
Торфяне (рос. Торфяное) — селище у Гатчинському районі Ленінградської області Російської Федерації.
Населення становить 1176 осіб. Належить до муніципального утворення Новосветське сільське поселення.

## Географія
Населений пункт розташований на південній околиці міста Санкт-Петербурга.

## Історія
Згідно із законом від 16 грудня 2004 року № 113—оз належить до муніципального утворення Новосветське сільське поселення.

## Населення
| 1997 | 2007  | 2010  | 2017  |
| ---- | ----- | ----- | ----- |
| 970  | ↗1174 | ↘1149 | ↗1176 |